# Colona serratifolia
Colona serratifolia är en malvaväxtart som beskrevs av Antonio José Cavanilles. Colona serratifolia ingår i släktet Colona och familjen malvaväxter. Inga underarter finns listade i Catalogue of Life.